# Saint-Crespin

Saint-Crespin este o comună în departamentul Seine-Maritime, Franța. În 1 ianuarie 2022 avea o populație de 316 de locuitori.